# حلوة فضية
حلوة فضية (الاسم العلمي: Glycine argyrea) هي نوع من نباتات تتبع جنس الحلوة من الفصيلة البقولية.